# Domaslava ze Strakonic
Domaslava ze Strakonic (před 1256 – asi po 1260) byla česká šlechtična z rodu Bavorů ze Strakonic a manželka předního českého šlechtice Jindřicha z Lichtenburka.

## Život
Narodila se jako dcera Bavora I. ze Strakonic a jeho manželky Bohuslavy nebo Dobroslavy. V roce 1256 byla provdána za Jindřicha z Lichtenburka, syna Smila z Lichtenburka. Papež Alexandr IV. musel k tomuto sňatku udělit dispens, protože Domaslava byla s Jindřichem ve čtvrtém nebo pátém stupni příbuzenství. Celou záležitost kolem sňatku prošetřoval papežův pověřenec minorita Radlich. Tento sňatek mohl být jakýmsi rituálem smíření mezi rodem Lichtenburků a Bavorů ze Strakonic, protože oba rody při odboji kralevice Přemysla Otakara II. proti svému králi Václavovi I. stály proti sobě. Zatímco Bavor ze Strakonic podporoval mladého Přemysla, Lichtenburkové stáli na straně „starého“ krále. Domaslava Jindřichovi kolem roku 1260 porodila syna Hynka Krušinu I. z Lichtenburka.